# Episodi di Medical Center (sesta stagione)
La sesta stagione della serie televisiva Medical Center è stata trasmessa in anteprima negli Stati Uniti d'America dalla CBS tra il 9 settembre 1974 e il 24 marzo 1975.
| nº | Titolo originale       | Titolo italiano | Prima TV USA      | Prima TV Italia |
| -- | ---------------------- | --------------- | ----------------- | --------------- |
| 1  | Adults Only            |                 | 9 settembre 1974  |                 |
| 2  | Demi-God               |                 | 16 settembre 1974 |                 |
| 3  | The Faces of Peril     |                 | 23 settembre 1974 |                 |
| 4  | Three-Cornered Cage    |                 | 30 settembre 1974 |                 |
| 5  | The Shattered Mask     |                 | 7 ottobre 1974    |                 |
| 6  | May God Have Mercy     |                 | 21 ottobre 1974   |                 |
| 7  | The Prisoners          |                 | 28 ottobre 1974   |                 |
| 8  | The Bribe              |                 | 4 novembre 1974   |                 |
| 9  | Tainted Lady           |                 | 11 novembre 1974  |                 |
| 10 | Heel of the Tyrant     |                 | 18 novembre 1974  |                 |
| 11 | Three on a Tightrope   |                 | 25 novembre 1974  |                 |
| 12 | Midwife                |                 | 2 dicembre 1974   |                 |
| 13 | Kiss and Kill          |                 | 9 dicembre 1974   |                 |
| 14 | Saturday's Child       |                 | 16 dicembre 1974  |                 |
| 15 | The Hostile Heart      |                 | 30 dicembre 1974  |                 |
| 16 | No Way Home            |                 | 6 gennaio 1975    |                 |
| 17 | The Captives           |                 | 13 gennaio 1975   |                 |
| 18 | Crown of Thorns        |                 | 3 febbraio 1975   |                 |
| 19 | The Invisible Wife     |                 | 10 febbraio 1975  |                 |
| 20 | If Mine Eye Offends Me |                 | 24 febbraio 1975  |                 |
| 21 | Survivors              |                 | 3 marzo 1975      |                 |
| 22 | Aftershock             |                 | 10 marzo 1975     |                 |
| 23 | Half a Life            |                 | 17 marzo 1975     |                 |
| 24 | The Rip-Off            |                 | 24 marzo 1975     |                 |